# Chim cánh cụt Adélie
Chim cánh cụt Adélie (danh pháp khoa học: Pygoscelis adeliae) là một loài chim trong họ Spheniscidae. Chúng là loài chim cánh cụt phổ biến dọc theo toàn bộ bờ biển Nam Cực. Chúng nằm trong nhóm phân bố cực nam nhất trong tất cả các loài chim biển, như được chim cánh cụt hoàng đế, các Stercorarius maccormicki, Oceanites oceanicus, Pagodroma nivea, Thalassoica antarctica. Trong năm 1840, thám hiểm người Pháp Jules Dumont d'Urville đặt tên loài chim này theo tên vợ ông, Adèle.

## Phân bố và môi trường sống
Có 38 quần thể chim cánh cụt Adélie, và có hơn 5 triệu con chim cánh cụt Adélie trong khu vực biển Ross. Đảo Ross hỗ trợ một thuộc địa của khoảng nửa triệu con chim cánh cụt Adélie. Các con chim cánh cụt Adélie sinh sản từ tháng 10-12 trên bờ biển khắp nơi trên lục địa Nam Cực. Adélies xây dựng tổ thô bằng đá. Mỗi con mái đẻ 2 quả trứng, được chim cha và chim mẹ thay nhau ấp từ 32 đến 34 ngày (thay đổi thường kéo dài trong 12 ngày). Chim con vẫn còn trong tổ cho 22 ngày trước khi tham gia "nhà trẻ" (crèche). Chim con thay lông vào bộ lông vị thành niên của chúng và đi ra biển sau khi 50 để 60 ngày. Chim cánh cụt Adélie sống trong các nhóm gọi là thuộc địa.

## Mô tả

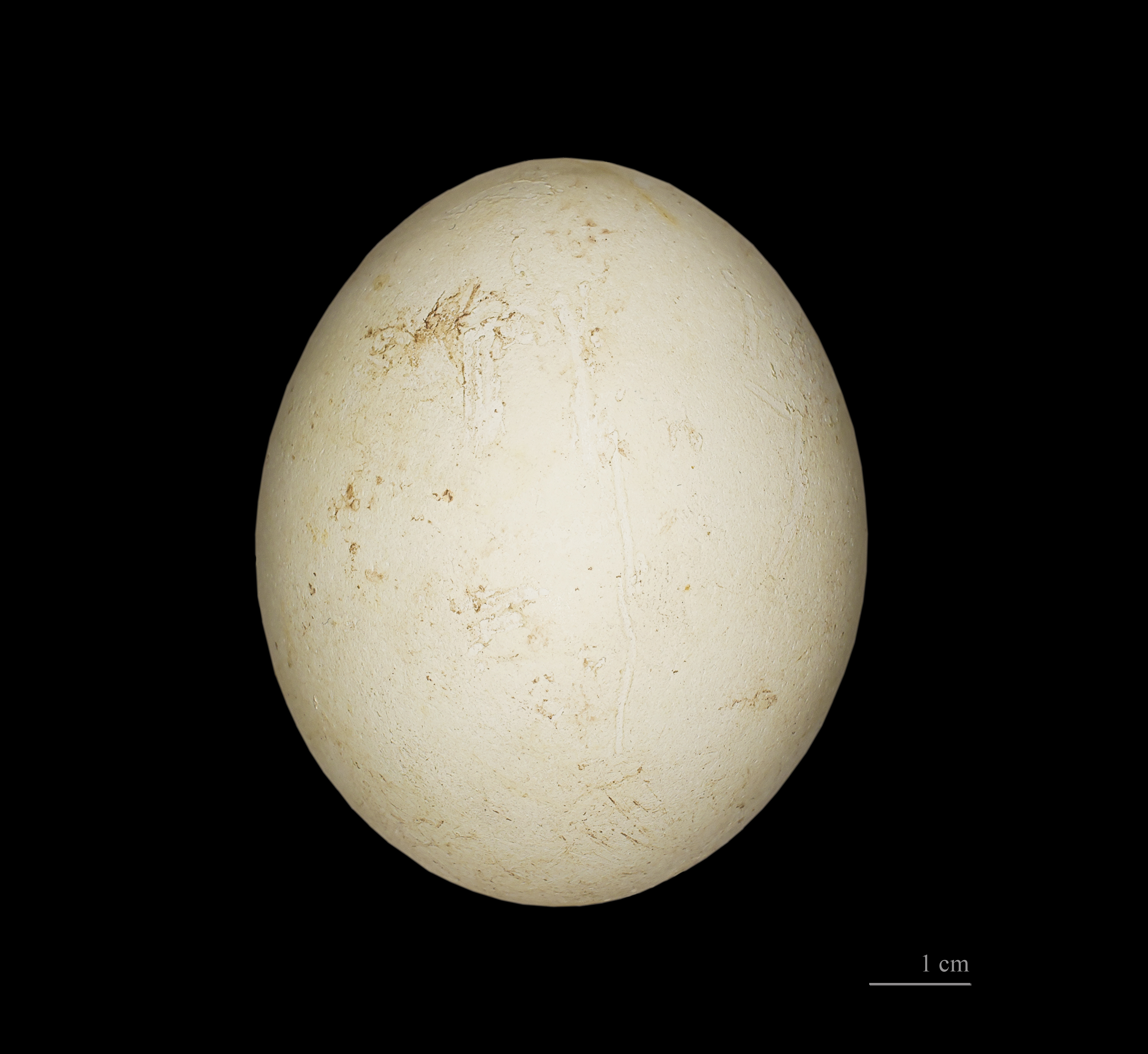
Trứng Pygoscelis adeliae

Chim cánh cụt này có kích thước dài 46 đến 75 cm và cân nặng và 3,6–6 kg với điểm khác biệt là vòng màu trắng xung quanh mắt và lông ở gốc mỏ. Những lông dài che mỏ đỏ. Đuôi dài hơn đuôi chim cánh cụt khác. Bên ngoài trông hơi giống như một tuxedo. Chúng một chút nhỏ hơn so với các loài chim cánh cụt khác. 
Chim cánh cụt Adélie có thể bơi đến 45 dặm một giờ (72 km/h). 
Chim cánh cụt Adélie bị săn bởi hải cấu báo, skua, và thỉnh thoảng bởi arca.

## Hành vi
Chim cánh cụt Adélie có tính xã hội cao, tìm thức ăn và làm tổ trong các nhóm. Chúng cũng rất tích cực để các chú chim cánh cụt khác ăn cắp viên đá từ tổ của chúng.

## Chế độ ăn uống
Chim cánh cụt Adélie được biết đến ăn chủ yếu là nhuyễn thể Nam Cực, cá bạc Nam Cực, loài nhuyễn thể biển và mực băng (chế độ ăn uống khác nhau tùy thuộc vào vị trí địa lý) trong mùa nuôi con.